# Aidinger János
Aidinger János (Pécs, 1846. május 5. – Nagykozár, 1906. július 1.) jogász, Pécs polgármestere, országgyűlési képviselő.

## Élete
Tanulmányait Pécsett, Egerben és Budapesten végezte, de ezeket be sem fejezhette, mert már 1857-ben Pécs tiszteletbeli aljegyzőjének nevezték ki. 1868-tól városi aljegyző, majd 1869-től 1875-ig főjegyző. 1875. november 3. és 1896. december 22. között Pécs város polgármestere, négyszer választották meg egyhangúlag. 1896 júliusában, mikor a pécsi Városházában robbanás történt, súlyos sérüléseket szerzett, ennek ellenére mégis vállalta a képviselőjelöltséget a Szabadelvű Párt színeiben, októberben meg is választották Erreth János ügyvéd ellenében. 1896 és 1901 között Pécs országgyűlési képviselője. A Pécsi Dalárda elnöke volt.

## Elismerései
- Királyi tanácsos (1881 - a honvédségi intézmény, a pécsi honvéd laktanya fejlesztése körül kifejtett tevékenységéért[1]).

## További irodalom
- Az 1848–1849. évi első népképviseleti országgyűlés történeti almanachja / szerk. Pálmány Béla. – Budapest : Magyar Országgyűlés, 2002. – p. 37–40. (C 10871)
- Baranya / szerk. Kolta János. – Pécs : Baranya Megyei Idegenforgalmi Hivatal, 1958. – p. 103. (PB 10144)
- Baranya múltja és jelenje 1. köt.  / szerk. Várady Ferenc. – Pécs : Pécsi Irodalmi és Könyvnyomda Rt., 1896. – p. 325.
- Baranya múltja és jelenje 2. köt.  / szerk. Várady Ferenc. – Pécs : Pécsi Irodalmi és Könyvnyomda Rt., 1897. – p. 727.
- Források Pécs város polgárosodásáról : 1867-1921 / szerk. Nagy Imre Gábor. – Pécs : Baranya Megyei Levéltár, 2010. – p. 35.  (PC 8472)
- Gulyás Pál: Magyar írók élete és munkái / írta és szerk. Gulyás Pál. – Bp. :  Magyar Könyvtárosok és Levéltárosok Egyesülete, 1939.
- Lenkei Lajos: Negyven év Pécs életéből. – Pécs : Pécsi Irodalmi és Könyvnyomda Rt., 1922. – p. 23, 54, 56–58, 104,105.
- Pécs lexikon / főszerk. Romváry Ferenc. – Pécs : Pécs Lexikon Kulturális Nonprofit Kft., 2010.
- Szirtes Gábor: Pécsi panteon. – Pécs : Pro Pannonia, 2005. – (Pannónia könyvek). - p. 15–31. : ill. (PB 8838)
- Nagy Imre Gábor: Pécs polgármesterei 1875-1940 - Pécs: Kronosz Kiadó, 2021.